# Danakilia franchettii
Danakilia franchettii és una espècie de peix de la família dels cíclids i de l'ordre dels perciformes.

## Morfologia
- Els mascles poden assolir 7,4 cm de longitud total.[2]
- Nombre de vèrtebres: 27.[3]

## Hàbitat
Viu en zones de clima tropical (15°N-13°N).

## Distribució geogràfica
Es troba a Àfrica: llac Afrera (Etiòpia).